# دنیاهای بهم پیوسته
دنیاهای بهم پیوسته (کره‌ای: 다시 만난 세계؛ انگلیسی: Reunited Worlds) یک مجموعهٔ تلویزیونی کره جنوبی سال ۲۰۱۷ با بازی یو جین گو، آن جه هیون و لی یون هی است. این مجموعه از ۱۹ ژوئیه تا ۲۱ سپتامبر ۲۰۱۷، روزهای چهارشنبه و پنجشنبه ساعت ۲۲:۰۰ (کی‌اس‌تی) از اس‌بی‌اس قسمت پخش شد.

## بازیگران

### اصلی
- یو جین گو در نقش سونگ هه سونگ (۱۹ ساله)
- لی یون هی در نقش جونگ جونگ وون (۳۱ ساله)[۲]
  - جونگ چه-یون در نقش جوانی جونگ وون[۳]
- آن جه هیون در نقش چا مین جون (۳۴ ساله)[۴]

## تولید
دنیاهای بهم پیوسته سومین همکاری نویسنده لی هی میونگ و پی‌دی بک سو چان است که پیش از این در دختری که بوها را می‌بیند (۲۰۱۵) و گونگ شیم زیبا (۲۰۱۶) همکاری داشتند.